# Religiosam vitam (Innocenzo III)
Religiosam vitam [eligentibus] (in italiano La vita religiosa) è una bolla pontificia emanata da Innocenzo III il 25 novembre 1198.

## Contenuto
Con questa bolla avviene il riconoscimento degli Ospedalieri di Santo Spirito. Papa Innocenzo III infatti, che si dimostrò attento verso le attività di Guido di Montpellier, concesse a lui e ai suoi Ospedalieri di Santo Spirito l'edificio dell'Ospedale di Santo Spirito, con la raccomandazione di riservare ai poveri la parte più cospicua della propria elemosina. L'opera principale era tuttavia nell'ospitalità. 